# Pockets of resistance
|  | Denne artikel er oprettet af botten PalnaBot ud fra en ekstern database. Den kan derfor have sproglige fejl eller mangler. Denne skabelon kan fjernes efter kontrol af indholdet. |

Pockets of resistance er en film instrueret af Ralf Christensen.

## Handling
Det er ikke kun i Mellemøsten, at den politiske aktivisme blomstrer. Filmen er et forsøg på at indkredse de nye kreative og fredelige oprørsformer, som blomstrer på kanten af det etablerede samfund. Fra COP 15-demonstranter i København til heftige konfrontationer foran det bolivianske parlament og interaktivt, politisk gadeteater for Nepals undertrykte er filmen fyldt med inspirerende, 'glokale' mini-spejlinger af de arabiske revolutioner.